# 格魯本萬德山
47°7′4″N 11°7′4″E / 47.11778°N 11.11778°E

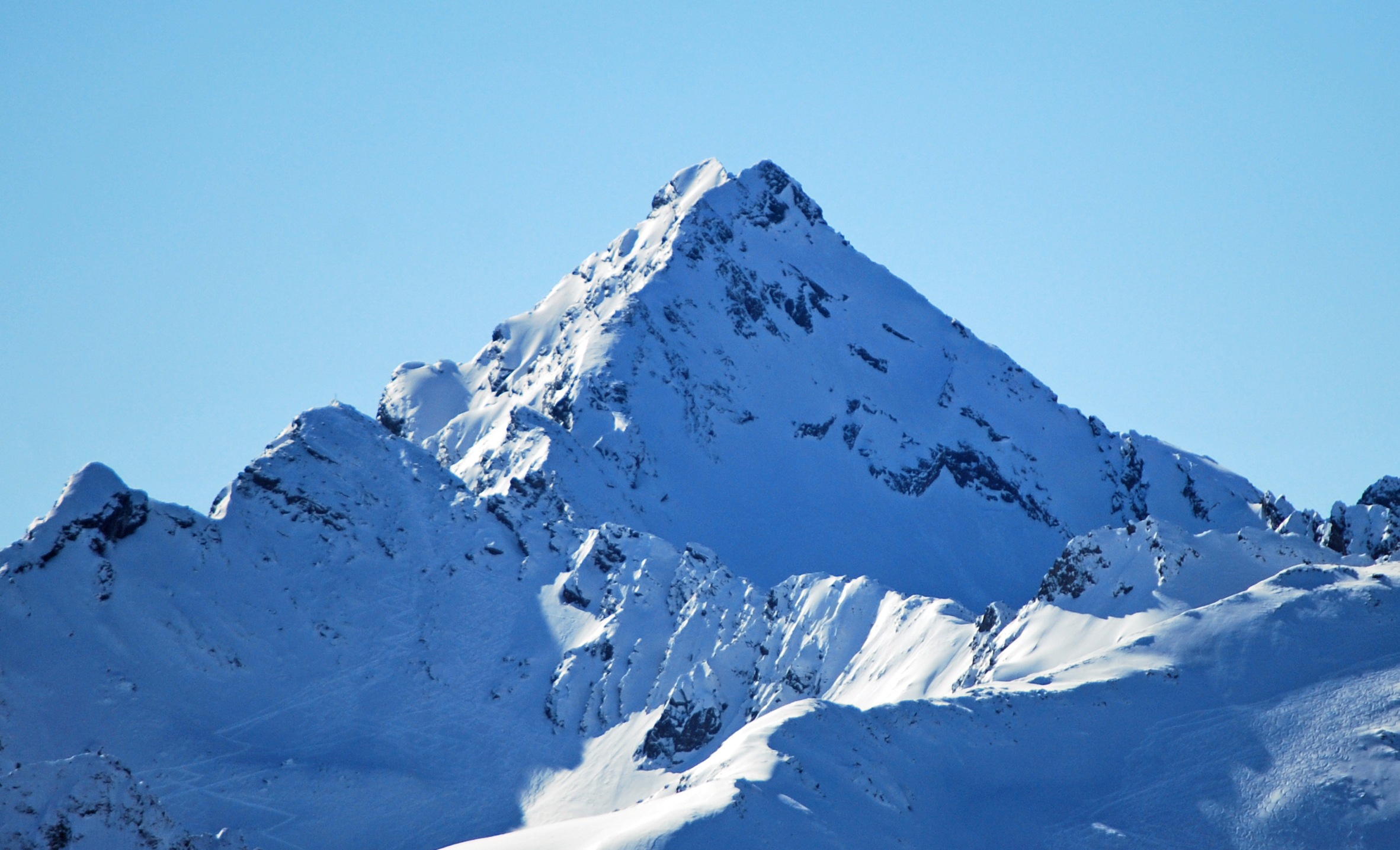

格魯本萬德山（德語：Grubenwand），是奧地利的山峰，位於該國西部，由蒂羅爾州負責管轄，屬於斯圖拜阿爾卑斯山脈的一部分，距離格萊爾舍弗訥科格爾山1.6公里，海拔高度3,175米。